# Chrysotoxum tartar
Chrysotoxum tartar är en tvåvingeart som beskrevs av Shannon 1926. Chrysotoxum tartar ingår i släktet getingblomflugor, och familjen blomflugor. Inga underarter finns listade i Catalogue of Life.